# Ravenia biramosa
Ravenia biramosa är en vinruteväxtart som beskrevs av Adolpho Ducke. Ravenia biramosa ingår i släktet Ravenia och familjen vinruteväxter. Utöver nominatformen finns också underarten R. b. peruviana.